# Free Library of Philadelphia
Free Library of Philadelphia é o sistema de biblioteca pública da cidade de Filadélfia, Pensilvânia. É o 13º maior sistema de bibliotecas públicas dos Estados Unidos. Única entre as bibliotecas públicas dos Estados Unidos, não é uma agência da cidade nem uma organização sem fins lucrativos; em vez disso, é governada por uma agência municipal independente, gerenciada por seu próprio conselho de administração e por uma organização sem fins lucrativos separada, a The Free Library of Philadelphia Foundation.

## História

### Fundação
A Free Library of Philadelphia foi fundada em 1891 como "uma biblioteca geral que deve ser gratuita para todos", através de esforços liderados pelo Dr. William Pepper, que garantiu o financiamento inicial através de uma herança de 225.000 dólares de seu rico tio, George S. Pepper. No entanto, várias bibliotecas reivindicaram o legado, e somente depois que os tribunais decidiram que o dinheiro pretendia fundar uma nova biblioteca pública é que a Free Library finalmente abriu em março de 1894. Sua primeira localização foi em três salas apertadas na prefeitura. Em 11 de fevereiro de 1895, a biblioteca foi transferida para a antiga Sala de Concertos em 1217-1221 Chestnut Street. Os funcionários da biblioteca criticaram sua nova casa como "um edifício totalmente inadequado, onde seu trabalho é realizado em quartos inseguros, insalubres e superlotados, mudanças temporárias". Em 1º de dezembro de 1910, a Biblioteca foi transferida novamente para o canto nordeste da 13th e Locust Streets. Hoje, o sistema da Free Library of Philadelphia, que compreende 54 locais de bibliotecas de bairro e o Rosenbach, promove a alfabetização, orienta o aprendizado e inspira curiosidade com milhões de materiais físicos e digitais; 28.000 programas e eventos anuais; computadores públicos gratuitos e Wi-Fi; e coleções especiais ricas. Com mais de 6 milhões de visitas pessoais e milhões a mais on-line anualmente, a Free Library e o Rosenbach estão entre as instituições educacionais e culturais mais usadas em Filadélfia e possuem um impacto mundial.

### Biblioteca Central de Parkway

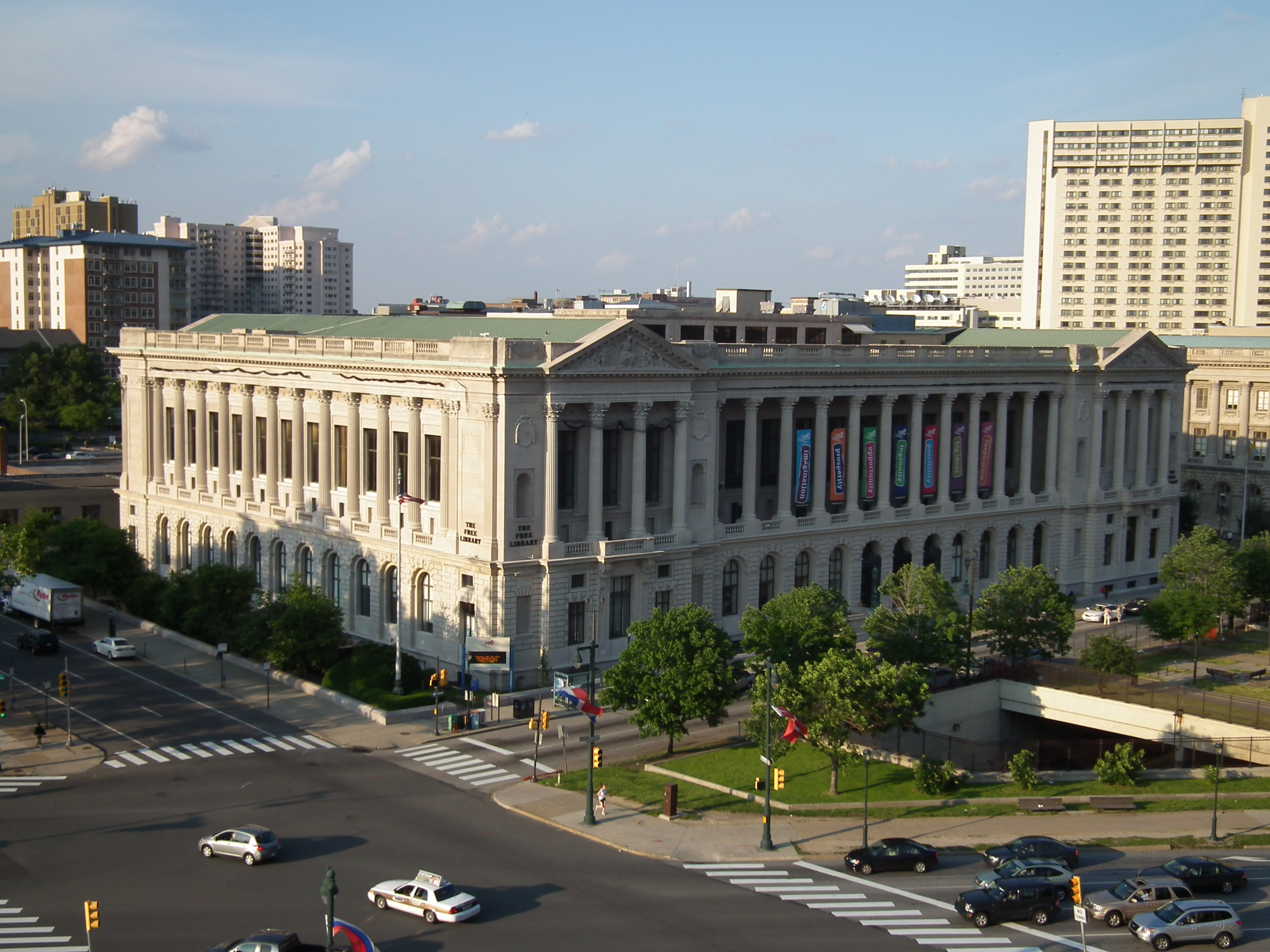
Biblioteca Central de Parkway

Em 2 de junho de 1927, a Biblioteca Central de Parkway foi inaugurada em 1901, na Vine Street, na Logan Square. O prédio estava em planejamento desde 1911; vários obstáculos, incluindo a Primeira Guerra Mundial, mantiveram o progresso. O grande edifício Beaux-Arts foi projetado por Julian Abele, designer-chefe do escritório do proeminente arquiteto de Filadélfia Horace Trumbauer, e abriu suas portas pela primeira vez em 1927. Seu design, o do edifício adjacente ao Tribunal de Filadélfia, e sua localização no Logan Circle seguem de perto o do Hôtel de Crillon e o Hôtel de la Marine na Place de la Concorde, em Paris.

### Missão
A missão da Free Library of Philadelphia é "promover a alfabetização, orientar o aprendizado e inspirar a curiosidade".

## Serviços

### Programas
A Free Library of Philadelphia realiza mais de 25.000 eventos a cada ano, incluindo workshops de busca de emprego, programação para pequenas empresas, grupos de conversação em inglês como segunda língua e aulas de informática. O Centro de Alfabetização Culinária da Free Library, inaugurado na primavera de 2014 na Biblioteca Central de Parkway, oferece aulas de culinária para crianças, adolescentes, famílias e adultos para ensinar habilidades de alfabetização através da culinária, matemática, química, nutrição, e saúde. A Biblioteca hospeda uma renomada série de eventos de autores, que traz mais de 100 escritores, políticos, cientistas, pesquisadores e músicos para a Free Library anualmente. A Biblioteca também abriga o programa One Book, One Philadelphia, que incentiva todos os filadelfos a ler e discutir o mesmo livro, promovendo a comunidade e a conexão; o programa Summer Reading, que envolve cerca de 50.000 crianças em idade escolar em Filadélfia a cada verão; e o Programa Pós-Escola de Enriquecimento da Alfabetização (LEAP). Além disso, a Free Library promove celebrações de meses de marcos literários, desde os aniversários de escritores influentes como Charles Dickens e William Shakespeare até os aniversários de publicações de títulos inovadores como Pride and Prejudice e Aventuras de Alice no País das Maravilhas.
A Free Library também administra o READ até o dia 4, um esforço em toda a cidade de organizações públicas e privadas com o objetivo de aumentar significativamente o número de estudantes em Filadélfia que ingressam na 4ª série no nível de leitura até 2020. A estratégia abrangente da READ by 4th inclui melhorar a aprendizagem precoce, fornecer aos pais recursos para ensinar seus filhos a ler habilidades, enfatizar a leitura de verão e outras estratégias para evitar a perda de aprendizagem, diminuir o absenteísmo ao abordar preocupações comportamentais e de saúde e aprimorar as instruções de leitura nas escolas.

### Serviços digitais
As ofertas digitais da Free Library incluem quase 300.000 e-books de streaming ou para download; 1.000 computadores públicos; Mais de 1.700 podcasts de eventos de autor; 150 bancos de dados online; aulas diárias de dever de casa e de informática em linha; Centros de treinamento em informática da comunidade Hot Spot; e o Techmobile itinerante.

#### Iniciativa Hot Spots
Em março de 2011, a biblioteca lançou os Free Library Hot Spots, colocando novos laboratórios e instrutores de informática em centros comunitários existentes em áreas de baixa renda da cidade. A iniciativa foi financiada pela John S. and James L. Knight Foundation e pelo Broadband Technology Opportunities Program. Cada Hot Spot fornece computadores, acesso à Internet, impressoras e uma pequena seleção de materiais da Free Library (além dos 650 computadores de acesso público e Wi-Fi gratuito nas 54 filiais da Free Library).
Em abril de 2012, a Free Library adicionou o Techmobile, um hot spot sobre rodas, que presta serviços a bairros de toda a cidade de Filadélfia. O Techmobile possui seis laptops públicos.

### Impacto
De acordo com um estudo realizado pelo Fels Institute of Government, de Penn, em 2017, quase 25.000 pessoas aprenderam a ler ou ensinaram alguém a ler somente por causa dos recursos da Free Library. Além disso, quase 1.000 pessoas encontraram empregos com base nos recursos de carreira da Free Library, e cerca de 8.600 empreendedores foram capazes de iniciar, crescer ou melhorar seus pequenos negócios por causa de programas e recursos disponíveis gratuitamente na Biblioteca.

## Coleções especiais
Localizadas na Biblioteca Central de Parkway, as Coleções Especiais da Free Library abrangem gêneros e gerações, desde tabuletas cuneiformes antigas até fotografias históricas de Filadélfia.
A Coleção de Pesquisa de Literatura Infantil da Free Library of Philadelphia abriga uma extensa coleção de pesquisa de literatura infantil publicada após 1836.
O Departamento de Livros Raros apresenta uma das coleções de Charles Dickens mais renomadas do mundo, com primeiras edições, cartas pessoais e o corvo de pelúcia de Dickens, Grip, além de extensas coleções de manuscritos iluminados, Americana, Beatrix Potter, livros infantis, Edgar Allan Poe, arte folclórica alemã da Pensilvânia e muito mais. A coleção inclui mais de cinquenta livros de horas e numerosas bíblias, textos litúrgicos e saltérios, incluindo o Saltério de Lewis (Lewis E M 185), uma obra-prima da iluminação parisiense desde o reinado de Saint Louis.
As coleções de música da Free Library incluem a Coleção de Música Orquestral Edwin A. Fleisher, a maior biblioteca de apresentações orquestrais do mundo.
Além disso, o Rosenbach Museum & Library é uma subsidiária da Free Library of Philadelphia Foundation.

## Bibliotecas nos bairros
Além da Biblioteca Central de Parkway e de Rosenbach, no centro de Filadélfia, o sistema opera 54 locais de bibliotecas regionais e de bairro em toda a cidade. Muitos desses locais foram financiados por Andrew Carnegie, que doou 1,5 milhões de dólares para a biblioteca em 1903.

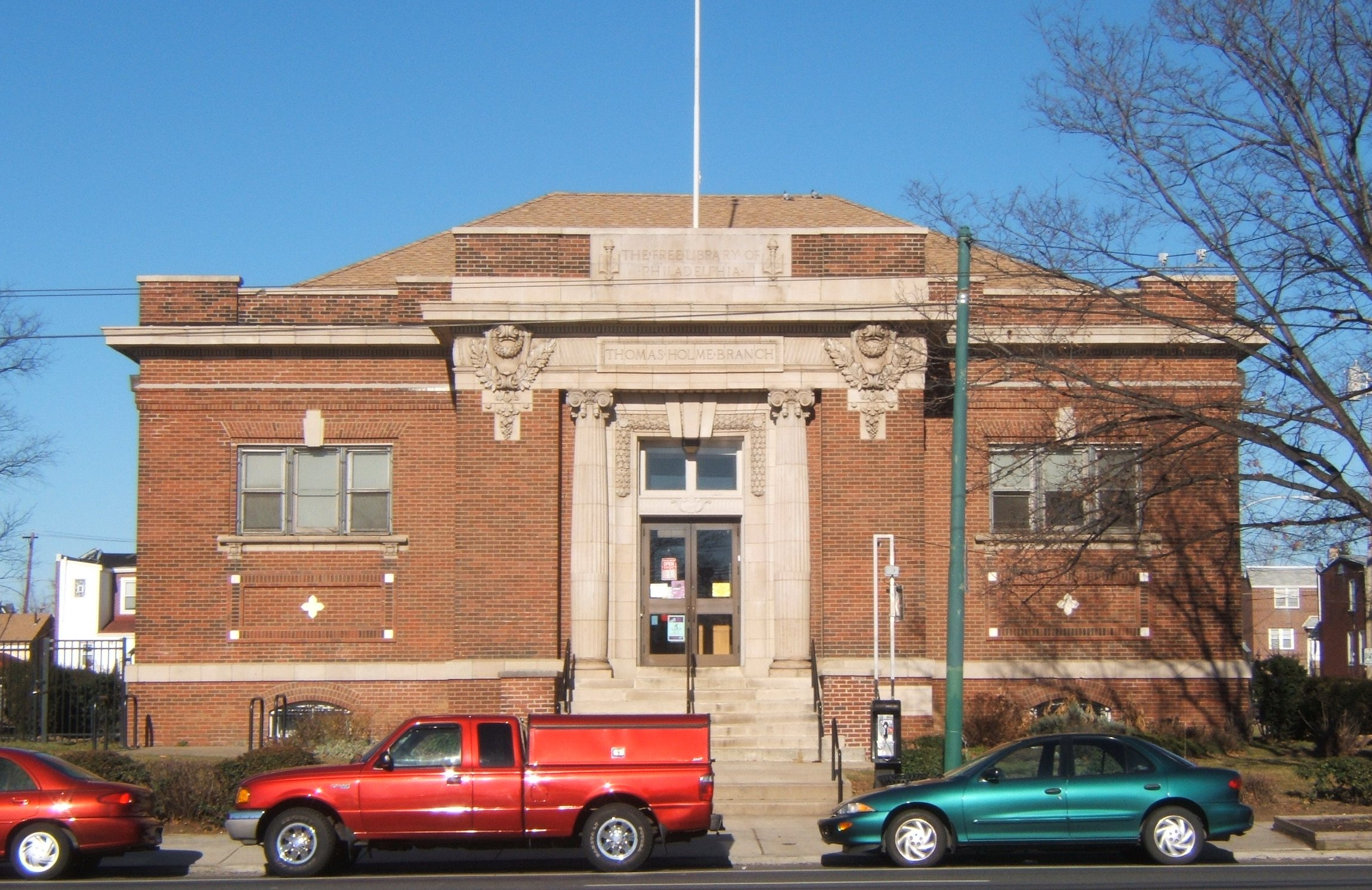
Biblioteca de Holmesburg

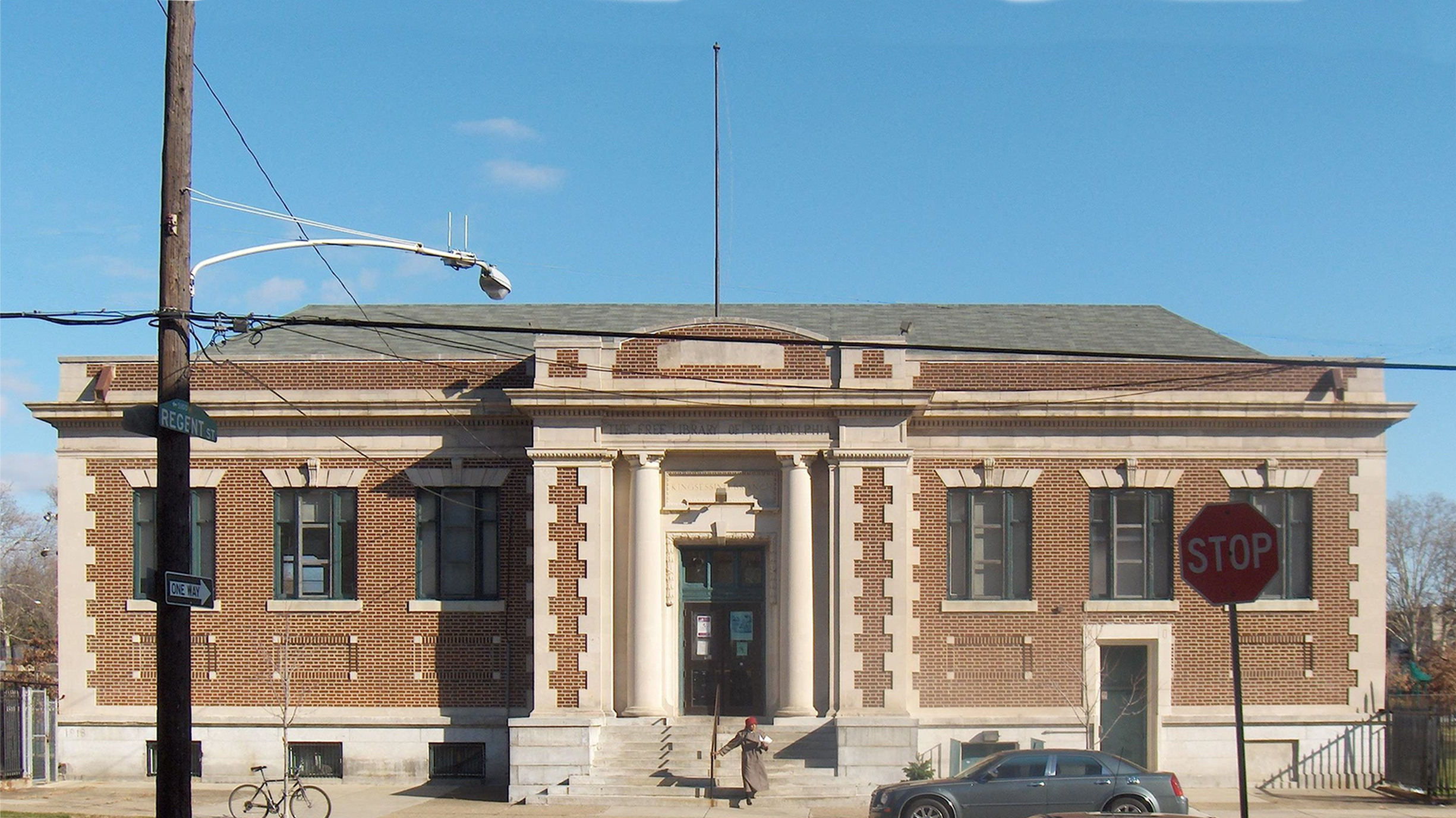
Biblioteca de Kingsessing

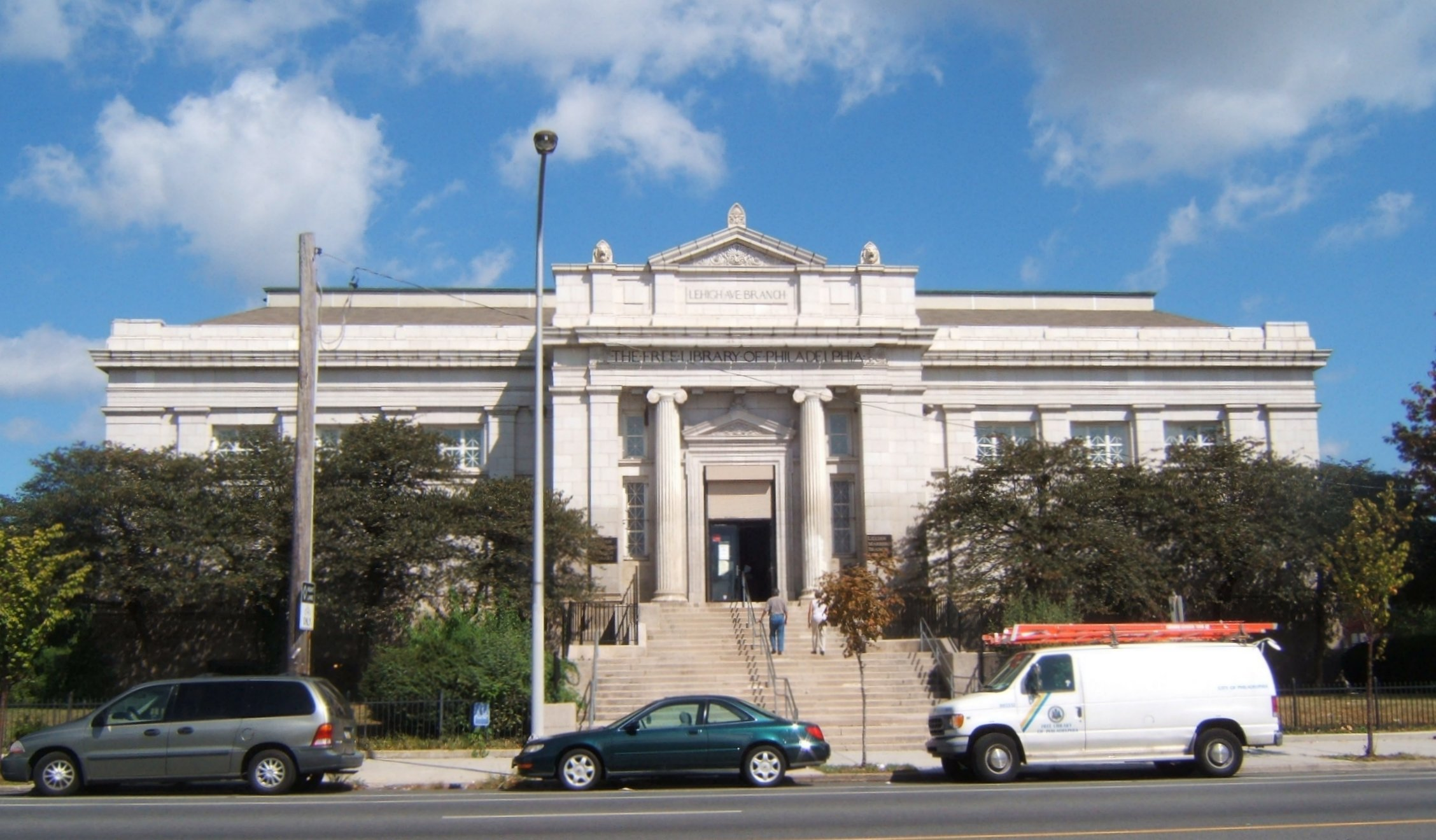
Biblioteca Lillian Marrero

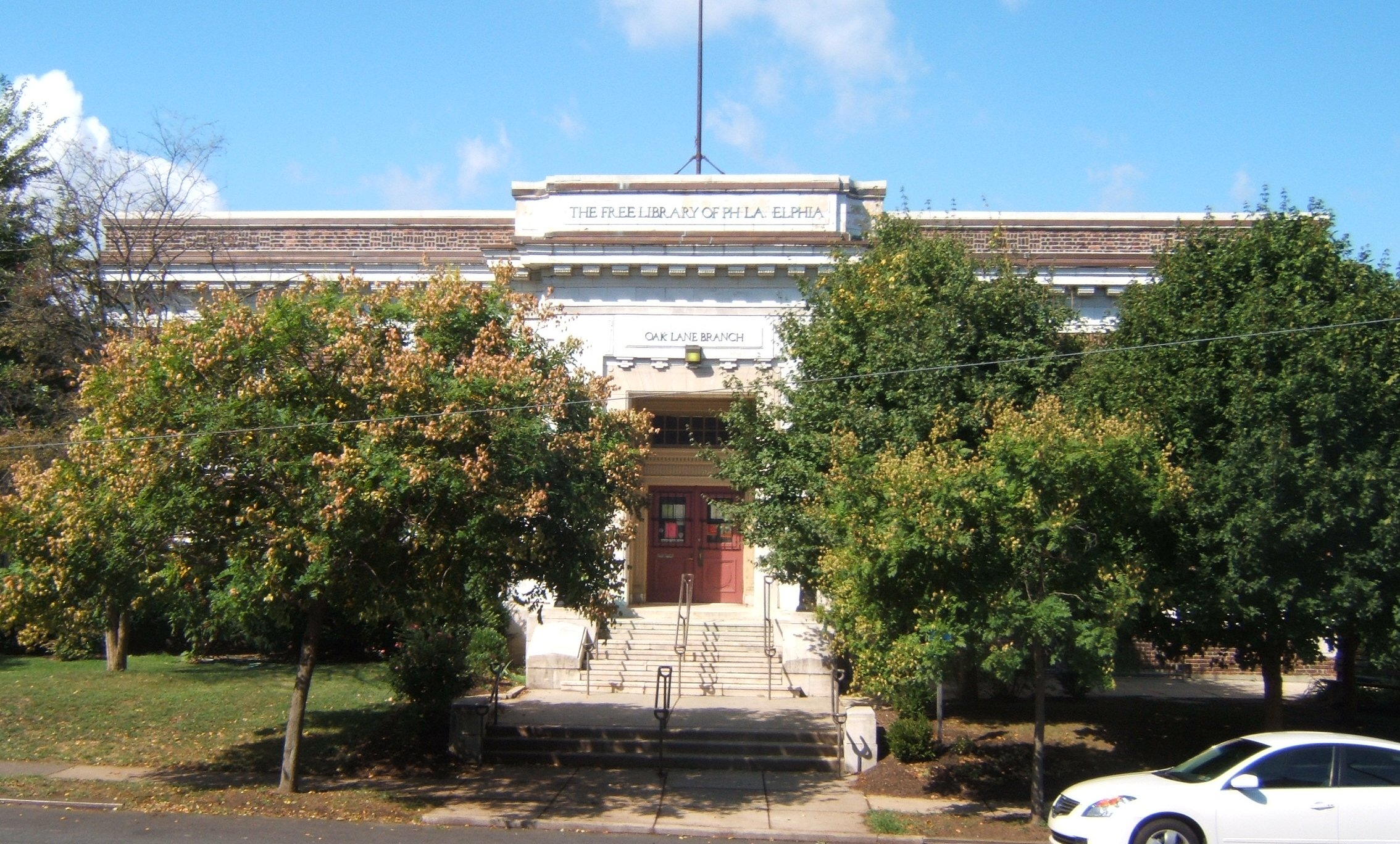
Biblioteca de Oak Lane

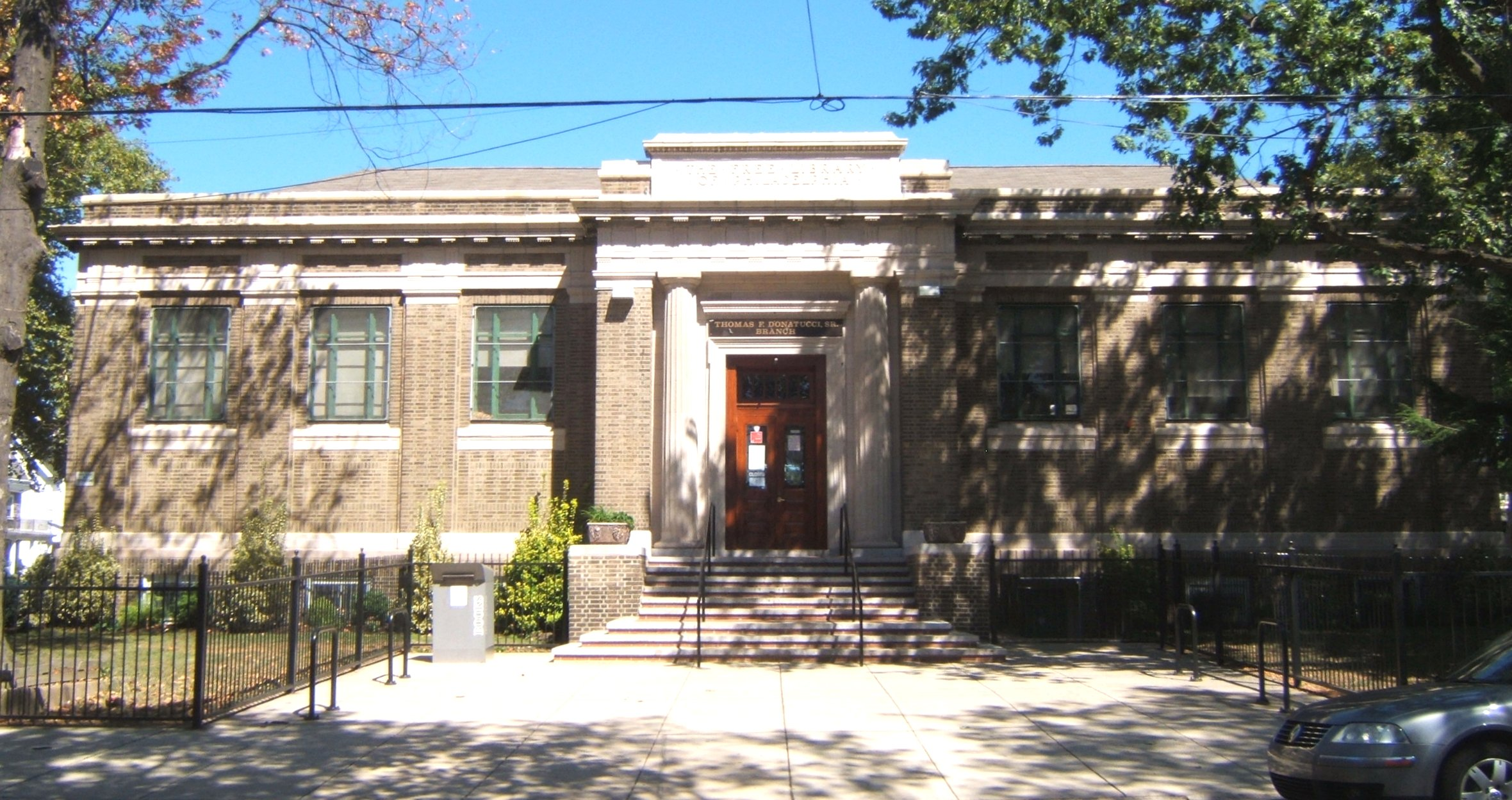
Biblioteca Thomas F. Donatucci, Sr

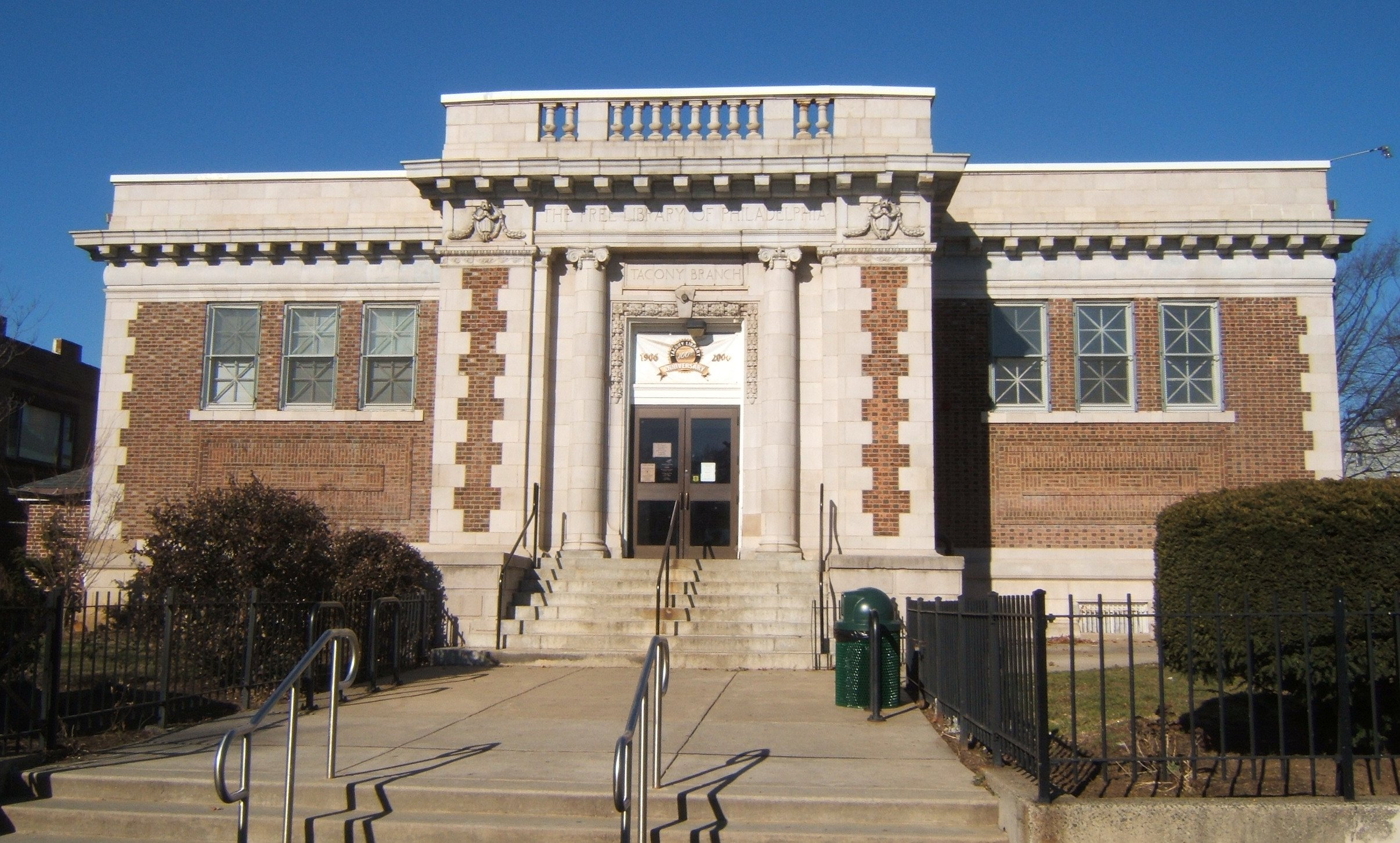
Biblioteca de Tacony

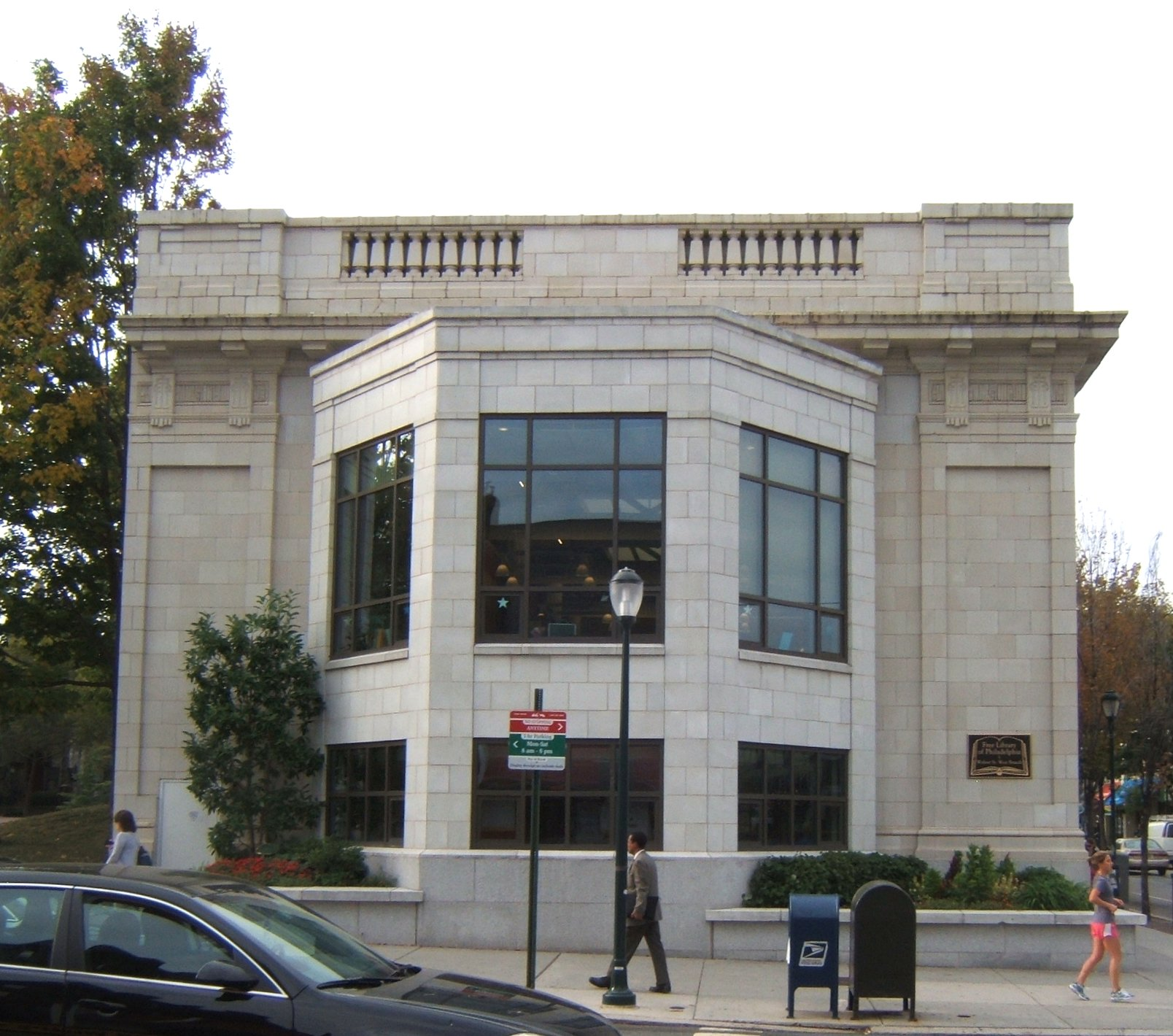
Biblioteca de Walnut Street West

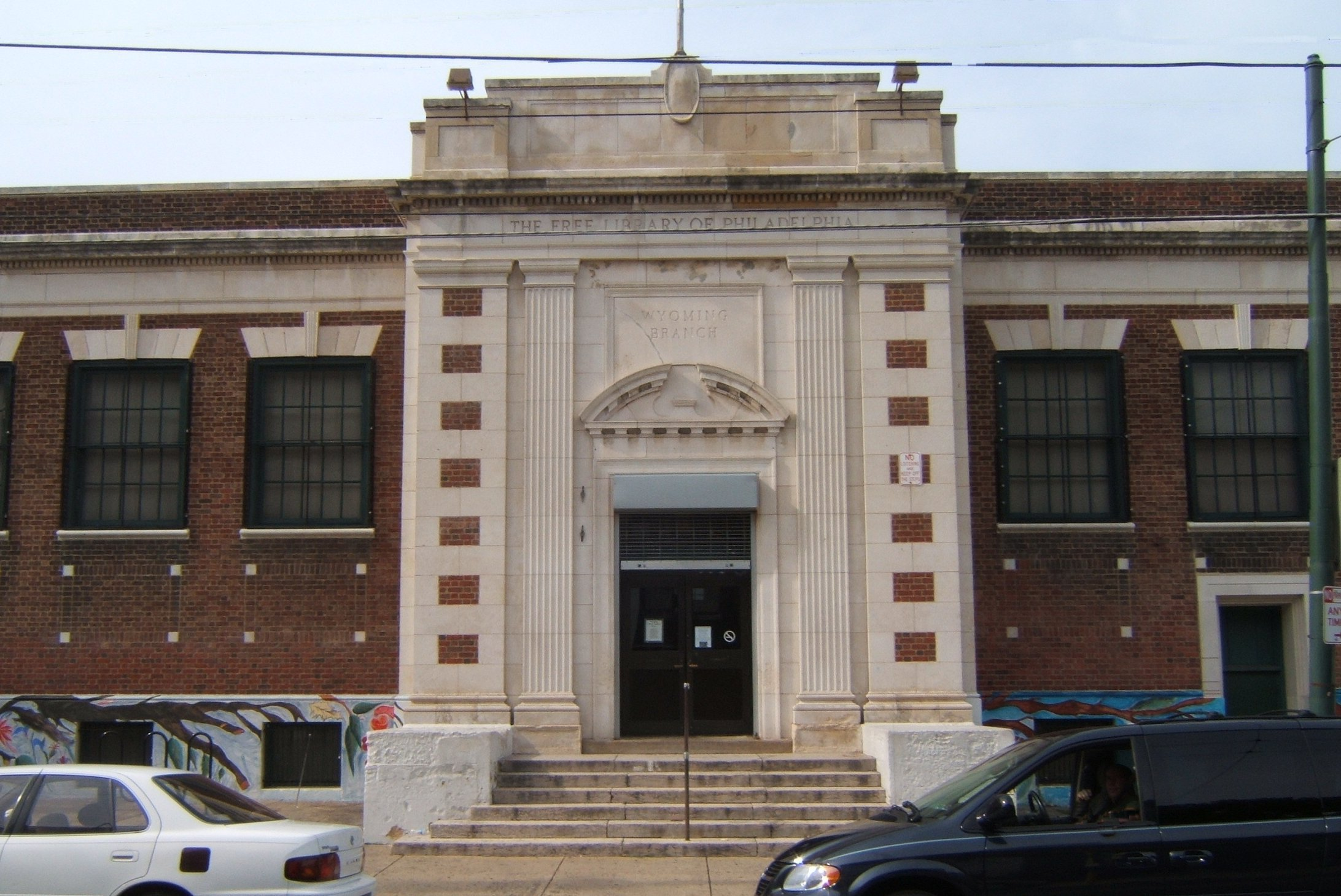
Biblioteca de Wyoming

| #    | Nome                                                   | Endereço                    | Código postal | Telefone      | Bairro(s) atendido(s)                                                                                           |
| ---- | ------------------------------------------------------ | --------------------------- | ------------- | ------------- | --- |
| [01] | Andorra                                                | 705 East Cathedral Road     | 19128-2106    | 215-685-2552  | Andorra e Upper Roxborough                                                                                      |
| [02] | Blanche A. Nixon                                       | 5800 Cobbs Creek Parkway    | 19143-3036    | 215-685-1973  | Cobbs Creek |
| [03] | Bushrod                                                | 6304 Castor Avenue          | 19149-2731    | 215-685-1471  | Oxford Circle, Castor Gardens, Upper Northwood, Summerdale e Lower Northeast                                    |
| [04] | Bustleton                                              | 10199 Bustleton Avenue      | 19116-3718    | 215-685-0472  | Bustleton e Somerton                                                                                            |
| [05] | Cecil B. Moore                                         | 2320 Cecil B. Moore Avenue  | 19121-2927    | 215-685-2766  | North Central, Strawberry Mansion, Brewerytown, Sharswood e Johnson Homes                                       |
| [06] | Charles L. Durham                                      | 3320 Haverford Avenue       | 19104-2021    | 215-685-7436  | Mantua e Powelton                                                                                               |
| [07] | Charles Santore                                        | 932 South 7th Street        | 19147-2932    | 215-686-1766  | Bella Vista, Queen Village e Hawthorne                                                                          |
| [08] | Chestnut Hill                                          | 8711 Germantown Avenue      | 19118-2716    | 215- 685-9290 | Chestnut Hill                                                                                                   |
| [09] | David Cohen Ogontz                                     | 6017 Ogontz Avenue          | 19141         | 215-685-3566  | Ogontz e Belfield                                                                                               |
| [10] | Eastwick                                               | 2851 Island Avenue          | 19153-2314    | 215-685-4170  | Eastwick, Elmwood, Clearview e Penrose Park                                                                     |
| [11] | Falls of Schuylkill                                    | 3501 Midvale Avenue         | 19129-1633    | 215-685-2093  | East Falls |
| [12] | Fishtown Community                                     | 1217 East Montgomery Avenue | 19125-3445    | 215-685-9990  | Fishtown e New Kensington                                                                                       |
| [13] | Fox Chase                                              | 501 Rhawn Street            | 19111-2504    | 215-685-0547  | Fox Chase/Burholme                                                                                              |
| [14] | Frankford                                              | 4634 Frankford Avenue       | 19124-5804    | 215-685-1473  | Frankford, Northwood, Bridesburg e parte de Juniata Park                                                        |
| [15] | Fumo Family                                            | 2437 South Broad Street     | 19148-3508    | 215-685-1758  | Melrose |
| [16] | Greater Olney                                          | 5501 North 5th Street       | 19120-2805    | 215-685-2846  | Olney |
| [17] | Haddington                                             | 446 North 65th Street       | 19151-4003    | 215-685-1970  | Haddington-Carroll Park e Overbrook-Morris Park                                                                 |
| [18] | Haverford                                              | 5543 Haverford Avenue       | 19139-1432    | 215-685-1964  | Haddington-Carroll Park                                                                                         |
| [19] | Holmesburg                                             | 7810 Frankford Avenue       | 19136-3013    | 215-685-8756  | Holmesburg e Mayfair                                                                                            |
| [20] | Independence                                           | 18 S. 7th Street            | 19106         | 215-685-1633  | Society Hill, Old City, Queen Village, Washington Square West e Chinatown                                       |
| [21] | Joseph E. Coleman Northwest Regional Library           | 68 West Chelten Avenue      | 19144-2795    | 215-685-2150  | Germantown |
| [22] | Katharine Drexel                                       | 11099 Knights Road          | 19154-3516    | 215-685-9383  | Normandy, North e West Torresdale, Morrell Park, Millbrook, Parkwood, Crestmont Farms, Brookhaven e Walton Park |
| [23] | Kensington                                             | 104 West Dauphin Street     | 19133-3701    | 215-685-9996  | Kensington, West Kensington e Norris Square                                                                     |
| [24] | Kingsessing                                            | 1201 South 51st Street      | 19143-4353    | 215-685-2690  | Kingsessing |
| [25] | Lawncrest                                              | 6098 Rising Sun Avenue      | 19111-6009    | 215-685-0549  | Lawndale, Crescentville, Lawncrest e Cedar Grove                                                                |
| [26] | Library for the Blind and Physically Handicapped       | 919 Walnut Street           | 19107         | 215-683-3213  | - |
| [27] | Lillian Marrero                                        | 601 West Lehigh Avenue      | 19133-2228    | 215-685-9794  | Central North, Fairhill, St. Edwards/Hartranft, e West Kensington                                               |
| [28] | Logan                                                  | 1333 Wagner Avenue          | 19141-2916    | 215-685-9156  | Logan |
| [29] | Lovett                                                 | 6945 Germantown Avenue      | 19119-2189    | 215-685-2095  | East e West Mt. Airy                                                                                            |
| [30] | Lucien E. Blackwell West Philadelphia Regional Library | 125 South 52nd Street       | 19139-3408    | 215-685-7433  | Cedar Park, Walnut Hill, West Market, Mill Creek, Dunlap, e West Park                                           |
| [31] | McPherson Square                                       | 601 East Indiana Avenue     | 19134-3042    | 215-685-9995  | Kensington, McPherson Square, e K & A                                                                           |
| [32] | Nicetown-Tioga                                         | 3720 North Broad Street     | 19140-3608    | 215-685-9790  | Nicetown e Tioga                                                                                                |
| [33] | Northeast Regional Library                             | 2228 Cottman Avenue         | 19149-1297    | 215-685-0522  | Greater Northeast                                                                                               |
| [34] | Oak Lane                                               | 6614 North 12th Street      | 19126-3299    | 215-685-2848  | Oak Lane |
| [35] | Overbrook Park                                         | 7422 Haverford Avenue       | 19151-2995    | 215-685-0182  | Overbrook Park                                                                                                  |
| [36] | Parkway Central                                        | 1901 Vine Street            | 19103         | 215-686-5322  | -- |
| [37] | Paschalville                                           | 6942 Woodland Avenue        | 19142-1823    | 215-685-2662  | Paschalville e Elmwood                                                                                          |
| [38] | Philadelphia City Institute                            | 1905 Locust Street          | 19103-5730    | 215-685-6621  | Rittenhouse Square e Fitler Square                                                                              |
| [39] | Queen Memorial Library                                 | 1201 South 23rd Street      | 19146-4316    | 215-685-1899  | Landreth |
| [40] | Ramonita de Rodriguez                                  | 600 West Girard Avenue      | 19123-1311    | 215-686-1768  | Olde Kensington, Kensington South, Ludlow, Yorktown, East e West Poplar, Northern Liberties, e Girard/Poplar    |
| [41] | Richmond                                               | 2987 Almond Street          | 19134-4955    | 215-685-9992  | Richmond e Port Richmond                                                                                        |
| [42] | The Rosenbach                                          | 2008-2010 Delancey Place    | 19103         | 215-732-1600  | -- |
| [43] | Roxborough                                             | 6245 Ridge Avenue           | 19128-2630    | 215-685-2550  | Roxborough, Manayunk e Wissahickon                                                                              |
| [44] | South Philadelphia                                     | 1700 South Broad Street     | 19145-2392    | 215-685-1866  | South Philadelphia                                                                                              |
| [45] | Tacony                                                 | 6742 Torresdale Avenue      | 19135-2416    | 215-685-8755  | Tacony/Wissinoming                                                                                              |
| [46] | Thomas F. Donatucci, Sr.                               | 1935 Shunk Street           | 19145-4234    | 215-685-1755  | Girard Estate, Packer Park, Passyunk Homes, St. Richards e West Passyunk                                        |
| [47] | Torresdale                                             | 3079 Holme Avenue           | 19136-1101    | 215-685-0494  | Academy Gardens, Ashton-Woodbridge, Pennypack, Pennypack Woods, Upper Holmesburg e Winchester Park              |
| [48] | Wadsworth                                              | 1500 Wadsworth Avenue       | 19150-1699    | 215-685-9293  | Wadsworth, Cedarbrook, Ivy Hill e East Mt. Airy                                                                 |
| [49] | Walnut Street West                                     | 201 South 40th Street       | 19104         | 215-685-7671  | University City e Spruce Hill                                                                                   |
| [50] | Welsh Road                                             | 9233 Roosevelt Boulevard    | 19114-2205    | 215-685-0498  | Aston Wooden Bridge e Bustleton                                                                                 |
| [51] | West Oak Lane                                          | 2000 Washington Lane        | 19138-1344    | 215-685-2843  | West Oak Lane e partes de Cedarbrook, Ivy Hill, and East Mt. Airy                                               |
| [52] | Whitman                                                | 200 Snyder Avenue           | 19148-2620    | 215-685-1754  | Whitman e Pennsport                                                                                             |
| [53] | Widener                                                | 2808 West Lehigh Avenue     | 19132-3296    | 215-685-9799  | North Central, Strawberry Mansion e Allegheny West                                                              |
| [54] | Wynnefield                                             | 5325 Overbrook Avenue       | 19131-1498    | 215-685-0298  | Wynnefield e Overbrook Farms                                                                                    |
| [55] | Wyoming                                                | 231 East Wyoming Avenue     | 19120-4439    | 215-685-9158  | Feltonville/Juniata Park                                                                                        |